# Statkraft
Statkraft AS er et norsk statsejet elselskab som blev etableret 1. januar 1992 som et statsdrevet foretagende. 1. januar 2002 blev ejerskabet overført fra Olje- og energidepartementet til Nærings- og handelsdepartementet. 1. oktober 2004 skiftede selskabet selskabsform fra et statsdrevet foretagende til et aktieselskab (AS). Aktierne i selskabet ejes af Statkraft SF.

## Historie
Den norske stat købte sit første kraftværk, Paulenfossen, i 1895. I 1921 blev Norges vassdrags- og energiværk etableret med blandt andet ansvaret for at drive statens elproduktionsanlæg. I 1986 blev elproduktionsanlæggene og centrale elnet opsplittet i Statkraftværkene som igen blev opsplittet i Statkraft og Statnett i 1992. Dengang blev Statkraft SF etableret som et statsforetagende. I 1990-tallet og 2000-tallet opkøbte Statkraft flere regionale elselskaber i Norge. I 2004 blev Statkraft reorganisert som et aktieselskab, Statkraft AS, som er 100% ejet af staten.
I 2009 gennemførte Statkraft og E.ON en byttehandel med Statkrafts aktier i E.ON Sverige med vandkraftværker, fjernvarmeanlæg og gasskraftværker i Tyskland, Sverige og Storbritannien, samt aktier i E.ON AG. Totalværdien på transaktionen var omtrent € 4,4 milliarder og den største aftale noget norsk selskab har foretaget i udlandet.
Den rødgrønne regering gennemførte i december 2010 et egenkapitalindskud på 14 milliarder kroner i Statkraft, for at de skulle kunne realisere en investeringsplan på ca. 82 milliarder norske kroner. Næringsminister Trond Giske begrundede initiativet med at Statkraft med pengene kan videreudvikle sin position som Europas største producent af vedvarende energi.

## Virksomheden
Selskabet er Norges største og Nordens tredje største Elektricitetsproducent. Statkraft er også den største producent af vedvarende energi i Europa, med en samlet installeret effekt på 15.806 MW og en elproduktion i 2009 på 56,9 TWh.
Statkraft-koncernen har cirka 3200 ansatte og er repræsenteret i over 20 lande. Hovedkontoret er på Lilleaker i Oslo. Hovedsædet for Region Vest-Norge ligger i Sauda, Region Øst-Norge i Dalen, Region Midt-Norge i Gaupne og Region Nord-Norge i Korgen.
Selskabet omsatte i 2009 for 26 milliarder norske kroner.
I Norge drives net- og slutbrugervirksomhed gennem regionale elselskaber. Statkraft har ejerskab i Trondheim Energi (100 %), Skagerak Energi (66,62 %), Naturkraft (50 %), Bergenshalvøens Kommunale Kraftselskap (49,9 %) og Agder Energi (45,5 %).
Statkraft ejer 60 % i SN Power og 20 % af Småkraft AS.

### Vandkraft
Vandkraft er det største produktionsområde for Statkraft som ejer 160 vandkraftværker i Norge, 59 i Sverige 4 i Finland, 11 i Tyskland og 3 i Storbritannien.

### Vindkraft
Selskabet driver tre vindmølleparker i Norge, Smøla vindpark, Hitra vindpark og Kjøllefjord vindpark i Finnmark. I Storbritannien driver Statkraft vindmølleparken Alltwalis i Wales. I 2010 åbnede vindmølleparken Totoral i Chile (SN Power). Statkraft er Norges største producent af strøm fra vindkraft.

### Saltkraft
Statkraft åbnede 24. november 2009 verdens første kraftverk baseret på osmose, nemlig Statkraft Hurum saltkraftværk (Statkraft Osmotic Power Prototype) på Tofte i Hurum kommune, ved Oslofjorden.

### Solkraft
Statkraft åbnede den 11. marts 2010 sin første solpark, Casale i Aprilia, syd for Rom i Italien. Solparken har en samlet kapacitet på 3,3 MW og en årlig elproduktion på 4,5 millioner kWh.

## Statkraft i udviklingslande
Statkraft har engagementer i vandkraft og anden energiudvikling i udviklingslande i Asien, Latinamerika og Mellemamerika. Udenlandsaktiviteterne håndteres gennem SN Power, hvor Statkraft har en ejerandel på 60 %.